# Waltraud Maria Neumann
Waltraud Maria Neumann (* 1935 als Waltraud Maria Behrens) ist eine deutsche Philosophin.

## Leben und Wirken
Von 1967 bis zum Abitur 1970 besuchte sie das Abendgymnasium in Braunschweig mit. Im Wintersemester 1970 begann sie das Studium der Germanistik, Philosophie und Kunstgeschichte an der TU Braunschweig. Am 5. Juli 1978 wurde sie im Hauptfach Kunstgeschichte bei Martin Gosebruch promoviert. Am 27. Dezember 1978 konvertierte sie zur katholischen Kirche und studierte Philosophie und katholische Theologie. In der Erwachsenenbildung seit war sie 1980 in Braunschweig im Bereich Philosophie, danach ab 1988 in Salzgitter, außerdem ab 1990 in Hannover und ab 1992 in Hildesheim, immer vor allem im Bereich der Philosophie, und ab 1992 zusätzlich im Bereich der Kunstgeschichte insgesamt bis 1995. Bei Heribert Boeder wurde sie am 18. Juni 1985 im Hauptfach Philosophie promoviert. Der Bischof von Hildesheim, Josef Homeyer, verlieh ihr am 28. August 1985 die Missio canonica für den katholischen Religionsunterricht. Dafür legte sie eine Prüfung im Fach Kath. Theologie bei Wilhelm Arens am 18. Juni 1985 ab. Von 1988 bis 1997 lehrte die Ehefrau die katholische Religion, an insgesamt sechs verschiedenen Schulen der Stadt Salzgitter und des Landkreises Wolfenbüttel, meistens an drei Schulen gleichzeitig. Seit 1993 lehrte sie als ordentliche Dozentin an der Gustav-Siewerth-Akademie im Fach Philosophie (Augustinusforschung) und gelegentlich in den dazu gehörenden Bereichen der Kunstgeschichte.

## Schriften (Auswahl)
- Studien zu den Bildfeldern der Bronzetür von San Zeno in Verona. Haag und Herchen, Frankfurt am Main 1979, ISBN 3-631-35022-8 (zugleich Dissertation, Braunschweig 1978).
- Die Stellung des Gottesbeweises in Augustins De libero arbitrio. Olms, Hildesheim/Zürich/New York 1986, ISBN 3-487-07765-5 (zugleich Dissertation, Braunschweig 1985).
- Papsttum und Christentum aus der Sicht der Philosophie. Verlag Hl. Pater Maximilian Kolbe, Langen 1992, ISBN 3-924413-08-8.
- mit Tadeusz Guz und Horst Seidl: Zur Gottesfrage bei Augustinus, Thomas von Aquin und Hegel (= Heftreihe der Gustav-Siewerth-Akademie. Heft 9). Gustav-Siewerth-Akademie, Weilheim-Bierbronnen 2000, ISBN 3-928273-58-2.
- Christus – meine Liebe. Kleine Texte aus philosophischer Arbeit. Haag und Herchen, Frankfurt am Main 2001, ISBN 3-89846-108-4.
- Philosophie und Trinität. Band 1 (= Philosophische Texte und Studien. Band 64). Olms, Hildesheim/Zürich/New York 2002, ISBN 3-487-11584-0.
- Philosophie und Trinität. Band 2 (= Philosophische Texte und Studien. Band 88). Olms, Hildesheim/Zürich/New York 2007, ISBN 3-487-13333-4.
- Philosophie und Trinität. Band 3 (= Philosophische Texte und Studien. Band 107). Olms, Hildesheim/Zürich/New York 2010, ISBN 978-3-487-14486-3.